# Plasmodium relictum
Plasmodium relictum (veraltet auch Plasmodium praecox) ist ein Endoparasit und eine der häufigsten Ursache für die Vogelmalaria (eine Malariaerkrankung von Vögeln). Wie alle Plasmodium-Arten benötigt P. relictum Wirbeltiere als Endwirte sowie blutsaugende Insekten als Vektoren und Zwischenwirte.

## Verbreitung
P. relcitum ist geografisch weit verbreitet in gemäßigten und tropischen Zonen.

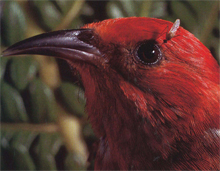
Blutsaugende Stechmücke am Auge des Apapanekleidervogels Himatione sanguinea in Hawaii

## Wirte

### Endwirte
P. relictum  ist einer der häufigsten Malariaparasiten für eine Vielzahl von Vögeln verschiedener Ordnungen. Infektionen bei zahlreichen Wildvögeln und Versuchstieren wurden beschrieben, darunter Eulen wie Ost-Kreischeule, Gänsevögel wie Enten, Hühnervögel wie Rebhuhn, Pinguine wie Magellan-Pinguin, Sperlingsvögel wie Kanarienvogel und Taubenvögel wie Tauben. Die Erkrankung verläuft bei endemisch auf Hawaii lebenden Kleidervögeln sehr oft tödlich, experimentell bis zu 100 % nach Mehrfachinfektion (hohe Dosierung) und bis zu 90 % nach Einfachinfektion junger Iwikleidervögel, während junge Muskatbronzemännchen aus Hawaii, ursprünglich aus Südostasien stammend, Resistenz gegen die Vogelmalaria zeigten.

### Vektor

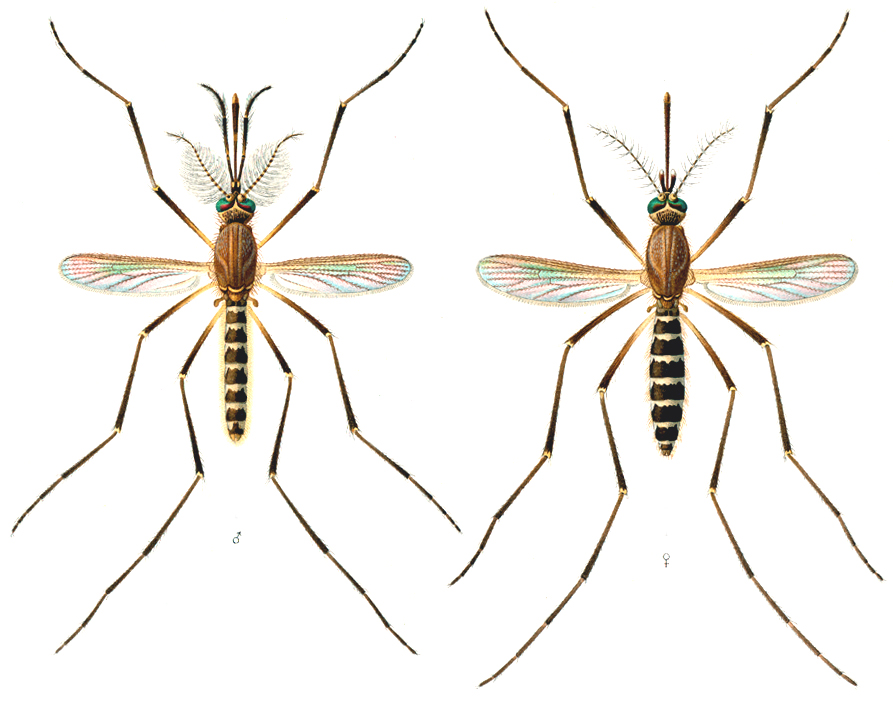
Männchen und Weibchen der Stechmücke Culex quinquefasciatus

Als Vektor zur Ausbreitung und Übertragung wurden die blutsaugenden Weibchen der Gemeinen Stechmücke identifiziert, insbesondere die Unterart Culex pipiens pipiens., außerdem die nahe verwandte Art Culex quinquefasciatus (die früher oft als Unterart von Culex pipiens aufgefasst wurde).  Auch in anderen Stechmücken wurde Plasmodium relictum beschrieben, so in Culex tarsalis (auch Überträgerin der Venezolanischen Pferdeenzephalomyelitis).

### Ökologische Auswirkungen
Nach Einschleppung der Vogelmalaria-übertragenden invasiven Stechmücke Culex quinquefasciatus 1826 halbierte sich auf Hawaii der Bestand endemischer Kleidervögel im 20. Jahrhundert. Von den 34 Kleidervogelarten sind über 75 % ausgestorben oder vom Aussterben bedroht, was nicht vollständig durch den Verlust ihrer Lebensräume erklärt werden kann.
Die Art zählt zu den 100 gefährlichsten Neobiota weltweit.